# Бобровая струя
Бобровая струя (кастореум) — ароматическое вещество животного происхождения. Вырабатывается у бобров в прианальных препуциальных железах, относящихся к пахучим. Бобры этой железой метят территорию.

## Применение
В книге Л. А. Хейфица и В. М. Дашунина «Душистые вещества и другие продукты для парфюмерии» дано такое описание: 

Бобровая струя — секрет, выделяемый из особых желез речных бобров; плотная бурая масса, обладающая мускусным запахом с дегтярным оттенком. Основные компоненты бобровой струи — ацетофенон, бензиловый спирт, бензойная кислота, борнеол, n-этилфенол, о-крезол, гваякол. Спиртовой экстракт (настой) бобровой струи — душистое вещество и фиксатор запаха, широко применяемый в парфюмерии. Струя бобра используется как антиспазматическое и успокаивающее средство в медицине.

## Химический состав
Идентифицировали в прианальных железах речного бобра следующие соединения:
1. среди нейтральных веществ: алканы: декан, додекан, тетрадекан; камфору; витамин Е; бисаболол; холеста-3,5-диен; латостерол (5α-холест-7-ен- 3β-ол); анилин; N-метиланилин.
2. среди кислот: жирные кислоты: линолевую, олеиновую, стеариновую, арахиновую, бегеновую, лигноцериновую; смоляные кислоты: дегидроабиетиновую абиетиновую; бензолуксусную.

В состав фракции «кислот» также попали до 5 % от фракции неидентифицированных веществ стероидного характера.
Состав бобровой струи бобра Лисинского учебно-опытного лесхоза был похож на изучаемый состав, за исключением бензойной кислоты, которая отсутствовала у лисинского бобра.
Таким образом, в составе изученных экстрактов содержатся компоненты хвойных деревьев, прежде всего ели, стероиды, жирные кислоты, фенолы, азотсодержащие ароматические соединения.